# 坂中畲族乡
坂中畲族乡是中华人民共和国福建省宁德市福安市下辖的一个民族乡。

## 行政区划
坂中畲族乡下辖以下村级行政区划单位：
满春社区、坂中社区、松潭社区、仙源里村、坑下村、长汀村、南岸村、和安村、仙岩村、大林村、许洋村、后门坪村、井口村、彭家洋村、汤洋村、铜岩村、冠岭村、亭兜村、林岭村、日宅村、江家渡村和湖口村。